# 5181 SURF
5181 SURF — астероїд головного поясу, відкритий 7 квітня 1989 року.
Тіссеранів параметр щодо Юпітера — 3,506.